# Jürgen Glas
Jürgen Glas (1956) è un ex nuotatore tedesco orientale.

## Palmarès
- Mondiali

Belgrado 1973: argento nella 4x100m misti.